# OCLM
OCLM (англ. Oculomedin) – білок, який кодується однойменним геном, розташованим у людей на 1-й хромосомі. Довжина поліпептидного ланцюга білка становить 44 амінокислот, а молекулярна маса — 5 321.
| 10         |  | 20         |  | 30         |  | 40         |  | 50   |
| ---------- |  | ---------- |  | ---------- |  | ---------- |  | ---- |
| MGMYPPLLLK |  | IYLSRHISIL |  | FYLKILYKSG |  | IIWLSWYSFI |  | LLVL |

F: Фенілаланін

G: Гліцин

H: Гістидин

I: Ізолейцин

K: Лізин

L: Лейцин

M: Метіонін

P: Пролін

R: Аргінін

S: Серин

V: Валін

W: Триптофан